# Semiothisa perpendiculata
Semiothisa perpendiculata là một loài bướm đêm trong họ Geometridae.